# خیابان کالج (تورنتو)
خیابان کالج (انگلیسی: College Street) یک شاهراه شریانی اصلی در مرکز شهر تورنتو، کانادا است که حومه‌های تراموا سابق را در غرب به مرکز شهر تورنتو متصل می‌کند.